# Senoculus minutus
Senoculus minutus is een spinnensoort uit de familie Senoculidae. De soort komt voor in Brazilië.